# واسیل کوبین
واسیل کوبین (اوکراینی: Василь Васильович Кобін؛ زادهٔ ۲۴ مهٔ ۱۹۸۵) بازیکن فوتبال اهل اوکراین است.
از باشگاه‌هایی که در آن بازی کرده‌است می‌توان به باشگاه فوتبال توبول، باشگاه فوتبال متالیست خارکوف، باشگاه فوتبال شاختار دونتسک، باشگاه فوتبال شاختیور سالیهورسک، باشگاه فوتبال اوورلا اوژهورود، و باشگاه فوتبال کارپاتی لویو اشاره کرد.
وی همچنین در تیم‌های ملی فوتبال زیر ۲۱ سال اوکراین و اوکراین بازی کرده‌است.